# Sigrid Torsk
Sigrid Mathilda Torsk, född 9 februari 1841, död 4 februari 1924, var en svensk juvelerare. Hon drev juvelerarfirman J. E. Torsk
mellan 1860 och 1924. 

## Biografi
Sigrid Torsk var dotter till hovjuveleraren Jakob Engelberth Torsk (verksam 1836–1860) och syster till ingenjören Olof Torsk och Anna Torsk.
Hon övertog år 1860 juvelerarfirman J. E. Torsk efter sin far. Fram till 1880 stod hon och hennes äldre syster Anna Torsk, i varje fall ifråga om skötseln av firman, formellt under förmynderskap av Carl Nyström. Hon hade från 1880-talets mitt ensam ansvaret för firman fram till sin död. 
Hon beskrivs år 1893 som en av de två främsta kvinnliga juvelerarna i Sverige jämsides med Esther Ponsbach Meyer, av då 23 kvinnliga juvelerare med egen verksamhet i Sverige.
Hon avled ogift 1924.
Hon finns representerad vid Statens historiska museer.
Ett av hennes armband ingår i Hallwylska samlingen.